# Maxillaria galantha
Maxillaria galantha är en orkidéart som beskrevs av John T. Atwood och Germán Carnevali. Maxillaria galantha ingår i släktet Maxillaria och familjen orkidéer.
Artens utbredningsområde är Panamá. Inga underarter finns listade i Catalogue of Life.